# 承影劍
承影劍，中國名劍之一。為一把精緻優雅之劍。鑄於商朝，在《列子·湯問》之中獲列子激賞，後來由春秋時衛國人孔周所藏的名劍。

## 記載
- 《列子·湯問篇》

　　孔周曰：「吾有三劍，唯子所擇；皆不能殺人，且先言其狀。一曰含光，視之不可見，運之不知有。其所觸也，泯然無際，經物而物不覺。二曰承影，將旦昧爽之交，日夕昏明之際，北面而察之，淡淡焉若有物存，莫識其狀。其所觸也，竊竊然有聲，經物而物不疾也。三曰宵練，方晝則見影而不見光，方夜見光而不見形。其觸物也，騞然而過，隨過隨合，覺疾而不血刃焉。此三寶者，傳之十三世矣，而無施於事。匣而藏之，未嘗啟封。」
　　
- 《文苑英華·唐并州都督鄂國公尉遲恭碑銘》：「蛟分承影，雁落忘歸。」